# Старый Збараж
Старый Збараж (укр. Старий Збараж) — село в Збаражской городской общине Тернопольского района Тернопольской области Украины.
Код КОАТУУ — 6122488201. Население по переписи 2007 года составляло 778 человека.
До 2020 года входило в Збаражский район.

## Географическое положение
Село Старый Збараж находится на берегу реки Гнезна Гнилая,
выше по течению примыкает село Залужье,
ниже по течению на расстоянии в 0,5 км расположено село Черниховцы.
Примыкает к селу Верняки.

## История
- 1211 год — дата основания.

## Объекты социальной сферы
- Школа I ст.
- Клуб.
- Фельдшерско-акушерский пункт.

## Достопримечательности
- Старозбаражская крепость.